# のこのしまアイランドパーク

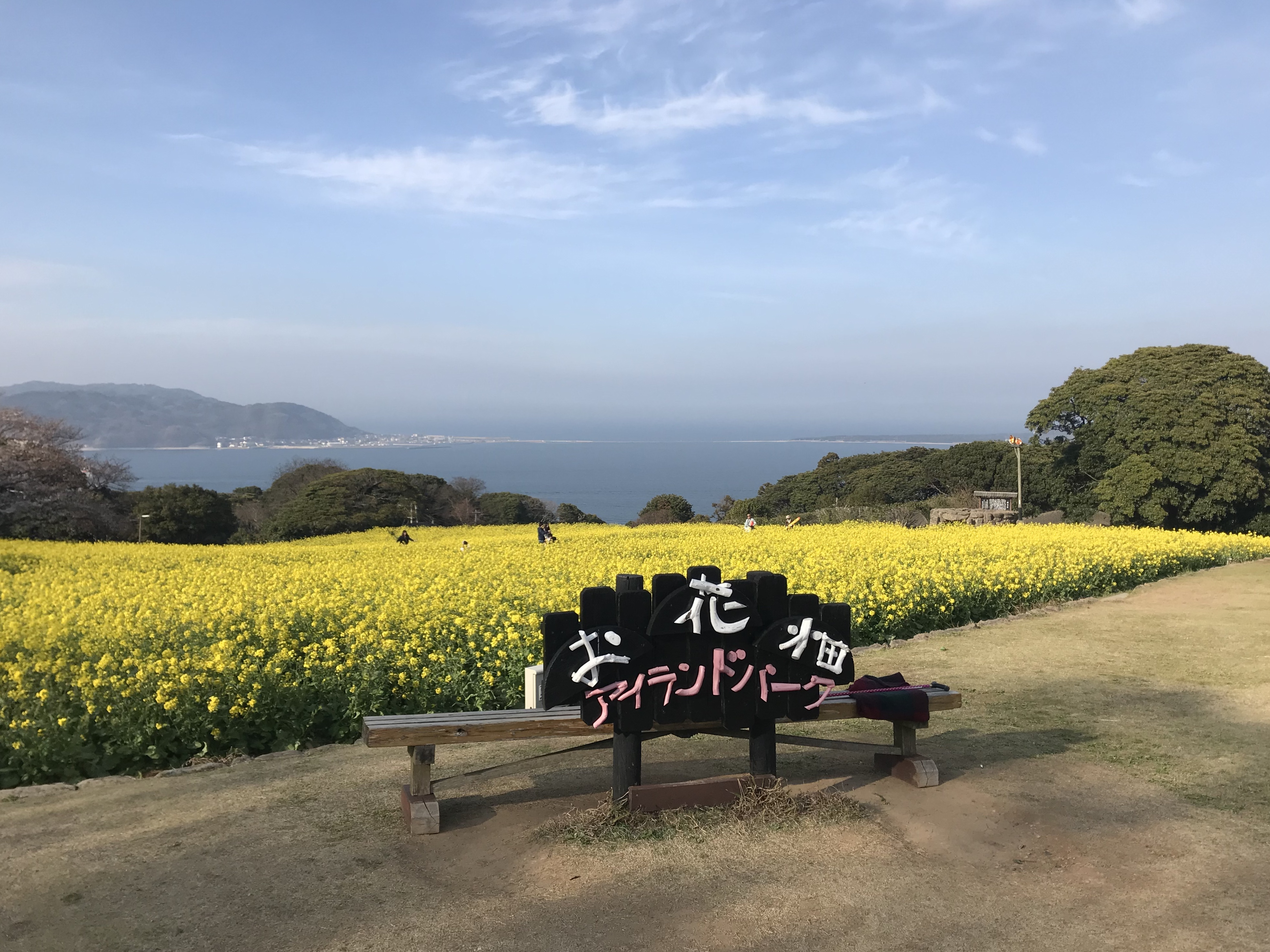
園内の花畑

のこのしまアイランドパークは、福岡県福岡市西区・能古島にある公園。

開園日は1969年4月2日。

## 概要
能古島の北端に位置する自然公園であり、面積は約15万平方メートル。春は桜・菜の花、夏はヒマワリ・マリーゴールド、秋はコスモス、冬はスイセンといった四季の花々を楽しめる名所として知られるほか、園内にはレストランやバーベキューハウス、ふれあい動物園なども所在している。またろくろ体験、楽焼の絵付け体験などもできる。
開園は1969年で、創業者・久保田耕作が「これから先の未来は、街にはコンクリートの建物が並び、働き続けた人々は疲れた心を癒すために自然を求めるだろう」との考えから多くの木々を手作業で植えていって開園させたものである。

## 利用情報
- 所在地

福岡県福岡市西区能古1624
- 入園料

大人1500円、こども(小・中学生)800円、幼児(3歳～)500円、愛犬(一頭)500円。特定割引有
- 開園時間

平日・土曜日9:00〜17:30、日曜日・祝日9:00〜18:30。ただし、冬季は日曜日・祝日も平日と同じ開園時間になる。
- 休園日

なし。

## ギャラリー

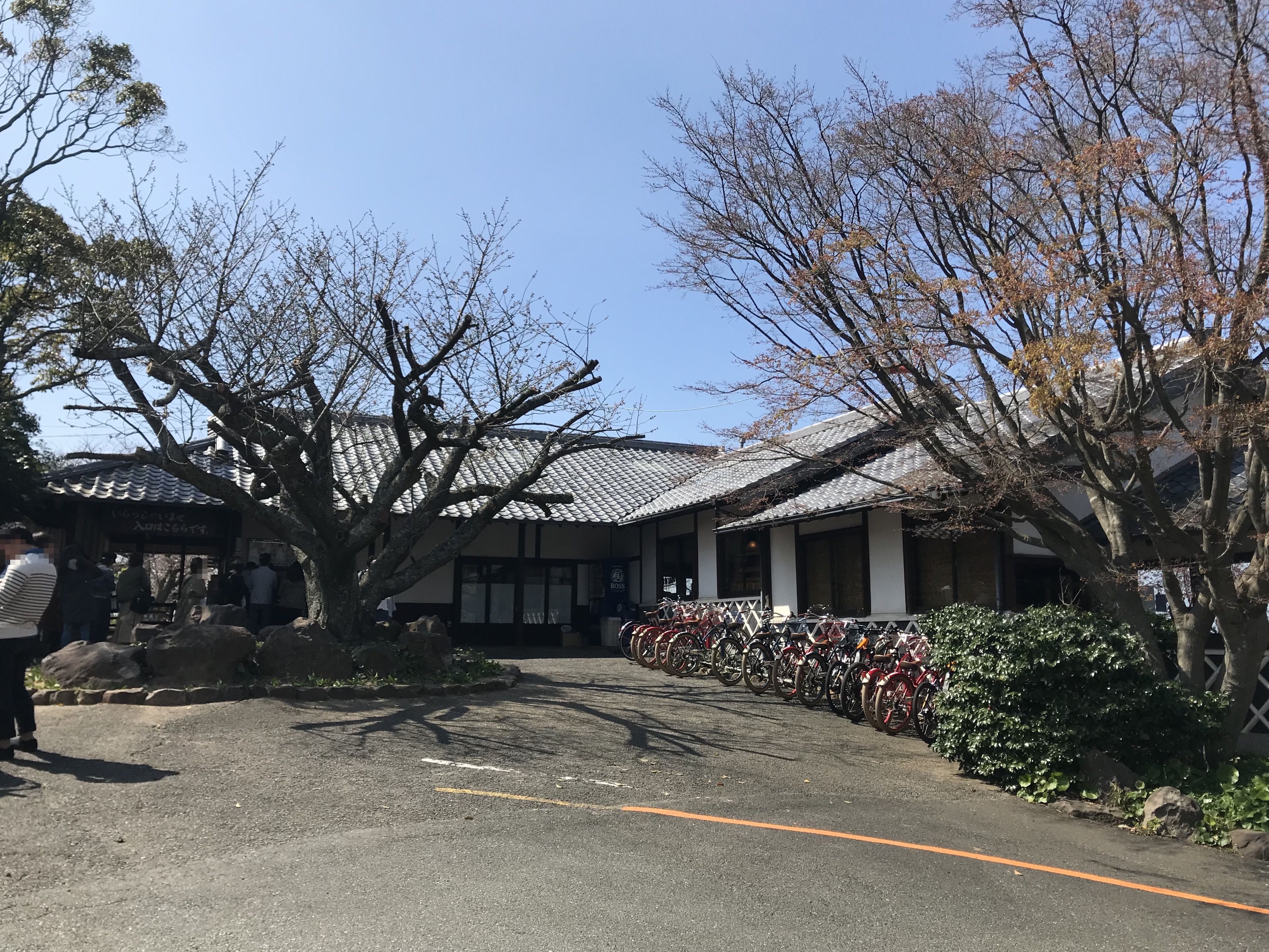
正門
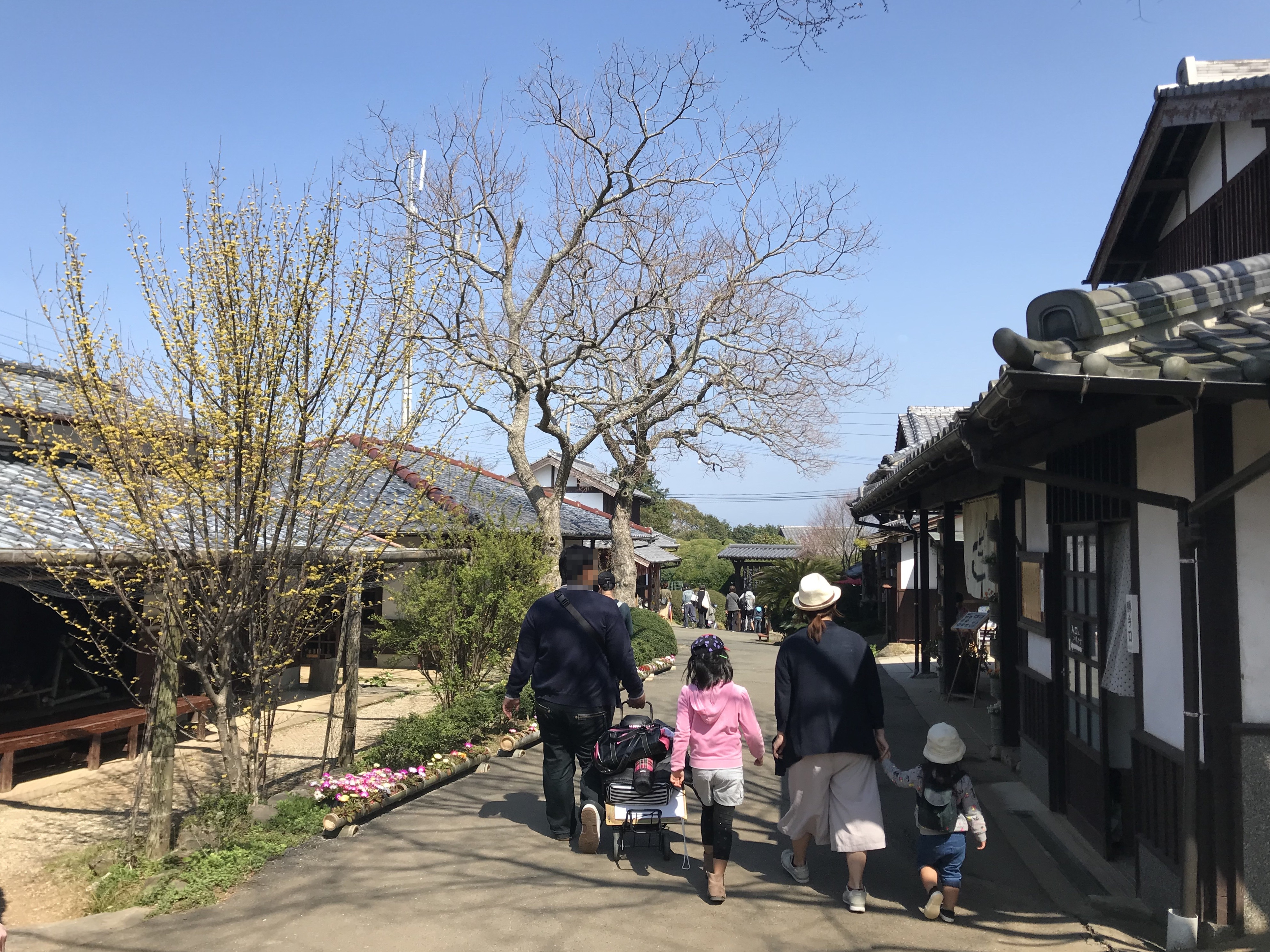
思ひ出通り
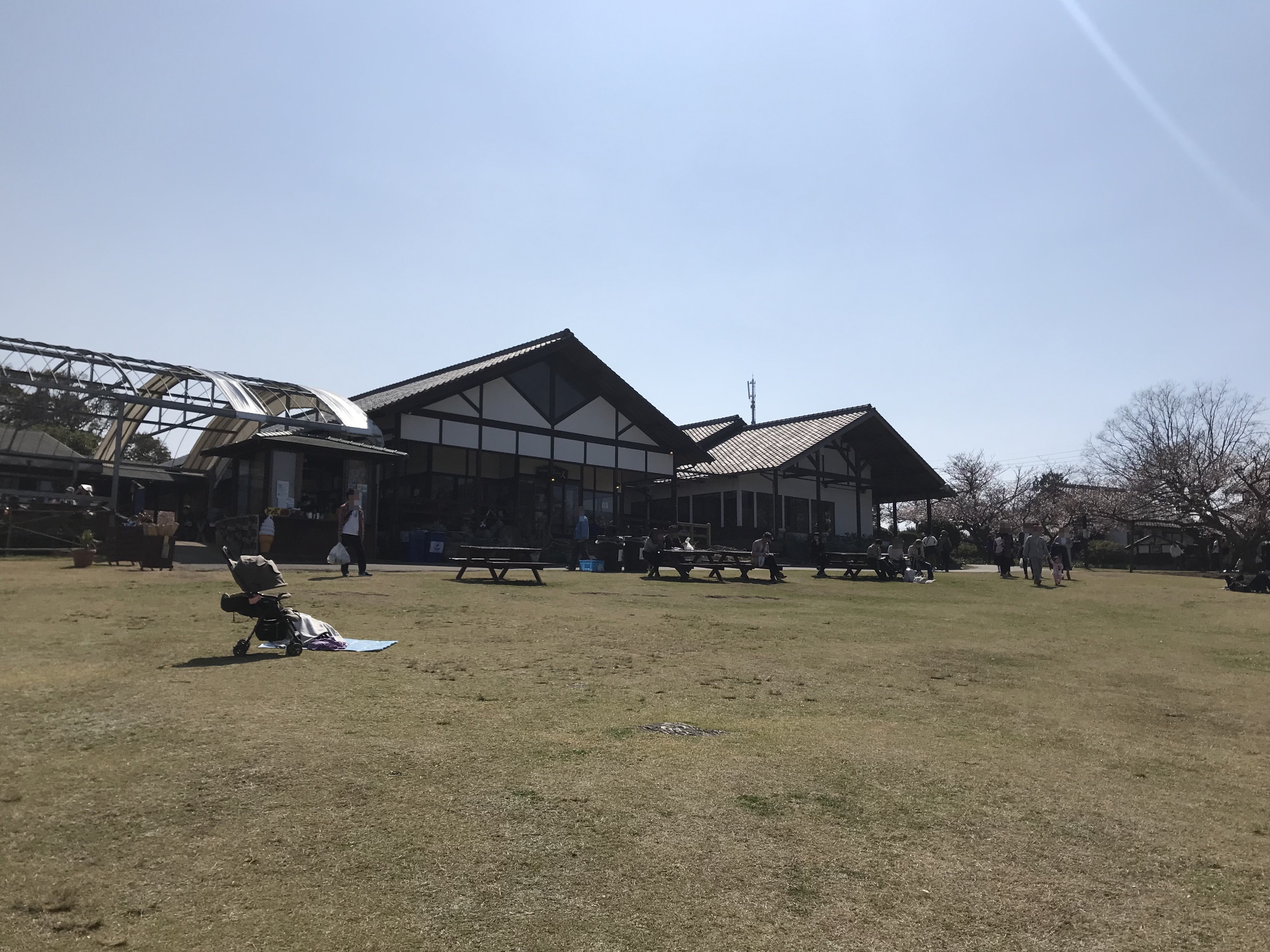
レストラン「防人」
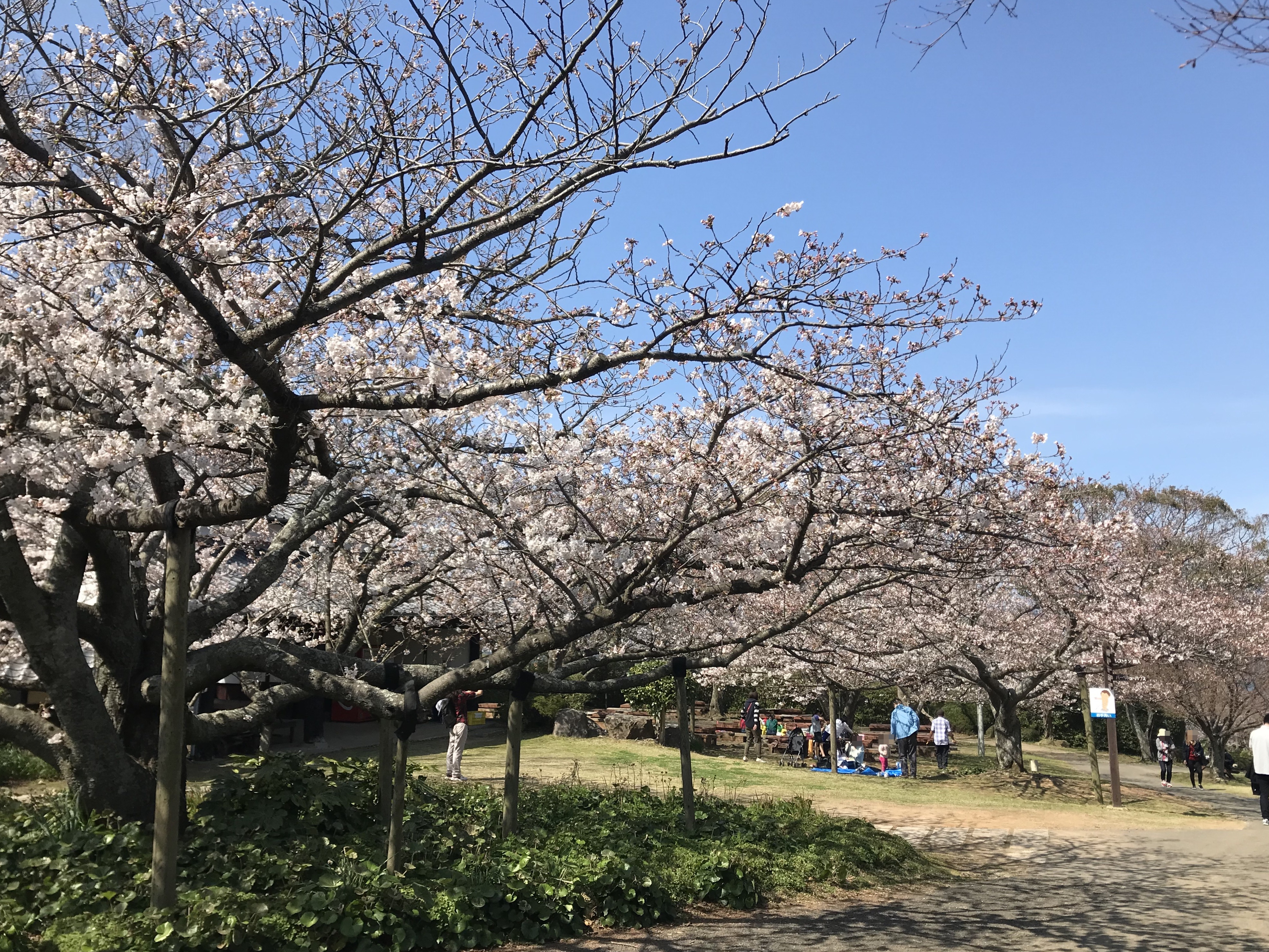
園内の桜

## 交通アクセス
- 博多駅、姪浜駅、西鉄天神高速バスターミナル前などから西鉄バスのこ渡船場ゆきに乗車し終点下車。福岡市営渡船で能古島にわたり、島到着後西鉄バスアイランドパークゆきに乗車し終点下車。
- マイカーの場合、福岡高速環状線愛宕出入口から姪浜渡船場まで約3km。福岡市営渡船で能古島にわたり、島到着後アイランドパークまで約3.3km。
- 駐車場あり